# مانوئل آنجلوچی
مانوئل آنجلوچی (انگلیسی: Manuel Angelucci؛ زادهٔ ۲۸ ژانویهٔ ۱۹۸۸) بازیکن فوتبال اهل ایتالیا است.
از باشگاه‌هایی که در آن بازی کرده‌است می‌توان به باشگاه فوتبال ترنانا اشاره کرد.
وی همچنین در تیم‌های ملی فوتبال زیر ۱۵ سال ایتالیا و زیر ۱۷ سال ایتالیا بازی کرده‌است.